# 189795 McGehee
189795 McGehee è un asteroide della fascia principale. Scoperto nel 2002, presenta un'orbita caratterizzata da un semiasse maggiore pari a 2,7497640 UA e da un'eccentricità di 0,0630065, inclinata di 6,46554° rispetto all'eclittica.